# Svetovno prvenstvo v hokeju na ledu 1965
Svetovno prvenstvo v hokeju na ledu 1965 je bilo dvaintrideseto Svetovno prvenstvo v hokeju na ledu. Potekalo je med 4. in 14. marcem 1965 v Tampereju, Turkuju, Raumi in Poriju, Finska. Zlato medaljo je osvojila sovjetska reprezentanca, srebrno češkoslovaška, bronasto pa švedska, v konkurenci šestnajstih reprezentanc, šestič tudi jugoslovanske, ki je osvojila petnajsto mesto, po kakovosti razdeljenih v skupini A in B. 

## Dobitniki medalj
| Zlato | Srebro | Bron |
| Sovjetska zvezaViktor Konovalenko Viktor Zinger Viktor Kuzkin Vitalij Davidov Aleksander Ragulin Edvard Ivanov Vladimir Brežnev Konstantin Loktev Aleksander Almetov Venjamin Aleksandrov Boris Majorov Vjačeslav Staršinov Anatolij Jonov Leonid Volkov Viktor Jakušev Anatolij Firsov Jurij Volkov | ČeškoslovaškaVladimír Dzurilla Vladimír Nadrchal Rudolf Potsch František Tikal Jozef Čapla Jan Suchý Jaromír Meixner Stanislav Prýl Václav Nedomanský Josef Černý František Ševčík Jozef Golonka Jaroslav Jiřík Jan Klapáč Jaroslav Holík Jiří Holík Zdeněk Kepák | ŠvedskaLeif Holmqvist Kjell Svensson Gert Blomé Nils Johansson Eilert Määttä Bert-Ola Nordlander Roland Stoltz Lennart Svedberg Anders Andersson Tord Lundström Lars-Eric Lundvall Nils Nilsson Ronald Pettersson Lars-Åke Sivertsson Sven Tumba Håkan Wickberg Carl-Göran Öberg Uno Öhrlund |

## Kvalifikacije

### Za skupino A
| 18. december 1964 | Zahodna Nemčija | 2:8 | Švica | Augsburg, Zahodna Nemčija |

| Poročilo tekme      | Poročilo tekme | Poročilo tekme | Poročilo tekme | Poročilo tekme |
| ------------------- | -------------- | -------------- | -------------- | -------------- |
| Začetek: ni podatka |                |                |                |                |

| 20. december 1964 | Švica | 2:7 | Zahodna Nemčija | Bern, Švica |

| Poročilo tekme      | Poročilo tekme | Poročilo tekme | Poročilo tekme | Poročilo tekme |
| ------------------- | -------------- | -------------- | -------------- | -------------- |
| Začetek: ni podatka |                |                |                |                |

| 3. januar 1965 | Švica | 6:7 | Zahodna Nemčija | Ženeva, Švica |

| Poročilo tekme      | Poročilo tekme | Poročilo tekme | Poročilo tekme | Poročilo tekme |
| ------------------- | -------------- | -------------- | -------------- | -------------- |
| Začetek: ni podatka |                |                |                |                |

### Za skupino B
| 19. november 1964 | Italija | 2:3 | Madžarska | Genova, Italija |

| Poročilo tekme      | Poročilo tekme | Poročilo tekme | Poročilo tekme | Poročilo tekme |
| ------------------- | -------------- | -------------- | -------------- | -------------- |
| Začetek: ni podatka |                |                |                |                |

| 26. november 1964 | Madžarska | 2:2 | Italija | Budimpešta, Madžarska |

| Poročilo tekme      | Poročilo tekme | Poročilo tekme | Poročilo tekme | Poročilo tekme |
| ------------------- | -------------- | -------------- | -------------- | -------------- |
| Začetek: ni podatka |                |                |                |                |

| 5. december 1964 | Združeno kraljestvo | 8:2 | Francija | London, Anglija |

| Poročilo tekme      | Poročilo tekme | Poročilo tekme | Poročilo tekme | Poročilo tekme |
| ------------------- | -------------- | -------------- | -------------- | -------------- |
| Začetek: ni podatka |                |                |                |                |

| 12. december 1964 | Francija | 3:2 | Združeno kraljestvo | Boulogne-Billancourt, Francija |

| Poročilo tekme      | Poročilo tekme | Poročilo tekme | Poročilo tekme | Poročilo tekme |
| ------------------- | -------------- | -------------- | -------------- | -------------- |
| Začetek: ni podatka |                |                |                |                |

## Tekme

### Skupina A
| 4. marec 1965 | Češkoslovaška | 5:1 | Vzhodna Nemčija | Tampere, Finska |

| Poročilo tekme      | Poročilo tekme | Poročilo tekme | Poročilo tekme | Poročilo tekme |
| ------------------- | -------------- | -------------- | -------------- | -------------- |
| Začetek: ni podatka |                |                |                |                |

| 4. marec 1965 | Švedska | 5:2 | ZDA | Tampere, Finska |

| Poročilo tekme      | Poročilo tekme | Poročilo tekme | Poročilo tekme | Poročilo tekme |
| ------------------- | -------------- | -------------- | -------------- | -------------- |
| Začetek: ni podatka |                |                |                |                |

| 4. marec 1965 | Finska | 4:8 | Sovjetska zveza | Tampere, Finska |

| Poročilo tekme      | Poročilo tekme | Poročilo tekme | Poročilo tekme | Poročilo tekme |
| ------------------- | -------------- | -------------- | -------------- | -------------- |
| Začetek: ni podatka |                |                |                |                |

| 5. marec 1965 | Sovjetska zveza | 14:2 | Norveška | Tampere, Finska |

| Poročilo tekme      | Poročilo tekme | Poročilo tekme | Poročilo tekme | Poročilo tekme |
| ------------------- | -------------- | -------------- | -------------- | -------------- |
| Začetek: ni podatka |                |                |                |                |

| 5. marec 1965 | Švedska | 5:1 | Vzhodna Nemčija | Tampere, Finska |

| Poročilo tekme      | Poročilo tekme | Poročilo tekme | Poročilo tekme | Poročilo tekme |
| ------------------- | -------------- | -------------- | -------------- | -------------- |
| Začetek: ni podatka |                |                |                |                |

| 5. marec 1965 | Finska | 0:4 | Kanada | Tampere, Finska |

| Poročilo tekme      | Poročilo tekme | Poročilo tekme | Poročilo tekme | Poročilo tekme |
| ------------------- | -------------- | -------------- | -------------- | -------------- |
| Začetek: ni podatka |                |                |                |                |

| 6. marec 1965 | Kanada | 6:0 | Norveška | Tampere, Finska |

| Poročilo tekme      | Poročilo tekme | Poročilo tekme | Poročilo tekme | Poročilo tekme |
| ------------------- | -------------- | -------------- | -------------- | -------------- |
| Začetek: ni podatka |                |                |                |                |

| 6. marec 1965 | Češkoslovaška | 12:0 | ZDA | Tampere, Finska |

| Poročilo tekme      | Poročilo tekme | Poročilo tekme | Poročilo tekme | Poročilo tekme |
| ------------------- | -------------- | -------------- | -------------- | -------------- |
| Začetek: ni podatka |                |                |                |                |

| 7. marec 1965 | Sovjetska zveza | 8:0 | Vzhodna Nemčija | Tampere, Finska |

| Poročilo tekme      | Poročilo tekme | Poročilo tekme | Poročilo tekme | Poročilo tekme |
| ------------------- | -------------- | -------------- | -------------- | -------------- |
| Začetek: ni podatka |                |                |                |                |

| 7. marec 1965 | Finska | 2:2 | Švedska | Tampere, Finska |

| Poročilo tekme      | Poročilo tekme | Poročilo tekme | Poročilo tekme | Poročilo tekme |
| ------------------- | -------------- | -------------- | -------------- | -------------- |
| Začetek: ni podatka |                |                |                |                |

| 8. marec 1965 | Češkoslovaška | 9:2 | Norveška | Tampere, Finska |

| Poročilo tekme      | Poročilo tekme | Poročilo tekme | Poročilo tekme | Poročilo tekme |
| ------------------- | -------------- | -------------- | -------------- | -------------- |
| Začetek: ni podatka |                |                |                |                |

| 8. marec 1965 | Kanada | 5:2 | ZDA | Tampere, Finska |

| Poročilo tekme      | Poročilo tekme | Poročilo tekme | Poročilo tekme | Poročilo tekme |
| ------------------- | -------------- | -------------- | -------------- | -------------- |
| Začetek: ni podatka |                |                |                |                |

| 9. marec 1965 | Vzhodna Nemčija | 7:4 | ZDA | Tampere, Finska |

| Poročilo tekme      | Poročilo tekme | Poročilo tekme | Poročilo tekme | Poročilo tekme |
| ------------------- | -------------- | -------------- | -------------- | -------------- |
| Začetek: ni podatka |                |                |                |                |

| 9. marec 1965 | Finska | 4:1 | Norveška | Tampere, Finska |

| Poročilo tekme      | Poročilo tekme | Poročilo tekme | Poročilo tekme | Poročilo tekme |
| ------------------- | -------------- | -------------- | -------------- | -------------- |
| Začetek: ni podatka |                |                |                |                |

| 10. marec 1965 | Kanada | 8:1 | Vzhodna Nemčija | Tampere, Finska |

| Poročilo tekme      | Poročilo tekme | Poročilo tekme | Poročilo tekme | Poročilo tekme |
| ------------------- | -------------- | -------------- | -------------- | -------------- |
| Začetek: ni podatka |                |                |                |                |

| 10. marec 1965 | Sovjetska zveza | 5:3 | Švedska | Tampere, Finska |

| Poročilo tekme      | Poročilo tekme | Poročilo tekme | Poročilo tekme | Poročilo tekme |
| ------------------- | -------------- | -------------- | -------------- | -------------- |
| Začetek: ni podatka |                |                |                |                |

| 10. marec 1965 | Finska | 2:5 | Češkoslovaška | Tampere, Finska |

| Poročilo tekme      | Poročilo tekme | Poročilo tekme | Poročilo tekme | Poročilo tekme |
| ------------------- | -------------- | -------------- | -------------- | -------------- |
| Začetek: ni podatka |                |                |                |                |

| 11. marec 1965 | Švedska | 10:0 | Norveška | Tampere, Finska |

| Poročilo tekme      | Poročilo tekme | Poročilo tekme | Poročilo tekme | Poročilo tekme |
| ------------------- | -------------- | -------------- | -------------- | -------------- |
| Začetek: ni podatka |                |                |                |                |

| 11. marec 1965 | Sovjetska zveza | 9:2 | ZDA | Tampere, Finska |

| Poročilo tekme      | Poročilo tekme | Poročilo tekme | Poročilo tekme | Poročilo tekme |
| ------------------- | -------------- | -------------- | -------------- | -------------- |
| Začetek: ni podatka |                |                |                |                |

| 11. marec 1965 | Češkoslovaška | 8:0 | Kanada | Tampere, Finska |

| Poročilo tekme      | Poročilo tekme | Poročilo tekme | Poročilo tekme | Poročilo tekme |
| ------------------- | -------------- | -------------- | -------------- | -------------- |
| Začetek: ni podatka |                |                |                |                |

| 12. marec 1965 | Vzhodna Nemčija | 5:1 | Norveška | Tampere, Finska |

| Poročilo tekme      | Poročilo tekme | Poročilo tekme | Poročilo tekme | Poročilo tekme |
| ------------------- | -------------- | -------------- | -------------- | -------------- |
| Začetek: ni podatka |                |                |                |                |

| 12. marec 1965 | Finska | 0:4 | ZDA | Tampere, Finska |

| Poročilo tekme      | Poročilo tekme | Poročilo tekme | Poročilo tekme | Poročilo tekme |
| ------------------- | -------------- | -------------- | -------------- | -------------- |
| Začetek: ni podatka |                |                |                |                |

| 13. marec 1965 | Švedska | 6:4 | Kanada | Tampere, Finska |

| Poročilo tekme      | Poročilo tekme | Poročilo tekme | Poročilo tekme | Poročilo tekme |
| ------------------- | -------------- | -------------- | -------------- | -------------- |
| Začetek: ni podatka |                |                |                |                |

| 13. marec 1965 | Sovjetska zveza | 3:1 | Češkoslovaška | Tampere, Finska |

| Poročilo tekme      | Poročilo tekme | Poročilo tekme | Poročilo tekme | Poročilo tekme |
| ------------------- | -------------- | -------------- | -------------- | -------------- |
| Začetek: ni podatka |                |                |                |                |

| 13. marec 1965 | Finska | 2:3 | Vzhodna Nemčija | Tampere, Finska |

| Poročilo tekme      | Poročilo tekme | Poročilo tekme | Poročilo tekme | Poročilo tekme |
| ------------------- | -------------- | -------------- | -------------- | -------------- |
| Začetek: ni podatka |                |                |                |                |

| 14. marec 1965 | ZDA | 8:6 | Norveška | Tampere, Finska |

| Poročilo tekme      | Poročilo tekme | Poročilo tekme | Poročilo tekme | Poročilo tekme |
| ------------------- | -------------- | -------------- | -------------- | -------------- |
| Začetek: ni podatka |                |                |                |                |

| 14. marec 1965 | Češkoslovaška | 3:2 | Švedska | Tampere, Finska |

| Poročilo tekme      | Poročilo tekme | Poročilo tekme | Poročilo tekme | Poročilo tekme |
| ------------------- | -------------- | -------------- | -------------- | -------------- |
| Začetek: ni podatka |                |                |                |                |

| 14. marec 1965 | Sovjetska zveza | 4:1 | Kanada | Tampere, Finska |

| Poročilo tekme      | Poročilo tekme | Poročilo tekme | Poročilo tekme | Poročilo tekme |
| ------------------- | -------------- | -------------- | -------------- | -------------- |
| Začetek: ni podatka |                |                |                |                |

#### Lestvica
OT-odigrane tekme, z-zmage, n-neodločeni izidi, P-porazi, DG-doseženo goli, PG-prejeti goli, GR-gol razlika, T-točke.
| # | Reprezentanca   | OT | Z | N | P | DG | PG | GR  | T  |
| - | --------------- | -- | - | - | - | -- | -- | --- | -- |
| 1 | Sovjetska zveza | 7  | 7 | 0 | 0 | 51 | 13 | +38 | 14 |
| 2 | Češkoslovaška   | 7  | 6 | 0 | 1 | 43 | 10 | +33 | 12 |
| 3 | Švedska         | 7  | 4 | 1 | 2 | 33 | 17 | +15 | 9  |
| 4 | Kanada          | 7  | 4 | 0 | 3 | 28 | 21 | +7  | 8  |
| 5 | Vzhodna Nemčija | 7  | 3 | 0 | 4 | 18 | 33 | -15 | 6  |
| 6 | ZDA             | 7  | 2 | 0 | 5 | 22 | 44 | -22 | 4  |
| 7 | Finska          | 7  | 1 | 1 | 5 | 14 | 27 | -13 | 3  |
| 8 | Norveška        | 7  | 0 | 0 | 7 | 12 | 56 | -44 | 0  |

- Norveška reprezentanca je izpadla v skupino B.

### Skupina B
| 4. marec 1965 | Švica | 7:3 | Avstrija | Turku, Finska |

| Poročilo tekme      | Poročilo tekme | Poročilo tekme | Poročilo tekme | Poročilo tekme |
| ------------------- | -------------- | -------------- | -------------- | -------------- |
| Začetek: ni podatka |                |                |                |                |

| 4. marec 1965 | Poljska | 9:5 | Madžarska | Turku, Finska |

| Poročilo tekme      | Poročilo tekme | Poročilo tekme | Poročilo tekme | Poročilo tekme |
| ------------------- | -------------- | -------------- | -------------- | -------------- |
| Začetek: ni podatka |                |                |                |                |

| 4. marec 1965 | Jugoslavija | 5:5 | Združeno kraljestvo | Rauma, Finska |

| Poročilo tekme      | Poročilo tekme | Poročilo tekme | Poročilo tekme | Poročilo tekme |
| ------------------- | -------------- | -------------- | -------------- | -------------- |
| Začetek: ni podatka |                |                |                |                |

| 5. marec 1965 | Poljska | 5:3 | Avstrija | Turku, Finska |

| Poročilo tekme      | Poročilo tekme | Poročilo tekme | Poročilo tekme | Poročilo tekme |
| ------------------- | -------------- | -------------- | -------------- | -------------- |
| Začetek: ni podatka |                |                |                |                |

| 5. marec 1965 | Jugoslavija | 2:8 | Zahodna Nemčija | Rauma, Finska |

| Poročilo tekme      | Poročilo tekme | Poročilo tekme | Poročilo tekme | Poročilo tekme |
| ------------------- | -------------- | -------------- | -------------- | -------------- |
| Začetek: ni podatka |                |                |                |                |

| 6. marec 1965 | Švica | 3:1 | Madžarska | Turku, Finska |

| Poročilo tekme      | Poročilo tekme | Poročilo tekme | Poročilo tekme | Poročilo tekme |
| ------------------- | -------------- | -------------- | -------------- | -------------- |
| Začetek: ni podatka |                |                |                |                |

| 6. marec 1965 | Združeno kraljestvo | 4:12 | Zahodna Nemčija | Rauma, Finska |

| Poročilo tekme      | Poročilo tekme | Poročilo tekme | Poročilo tekme | Poročilo tekme |
| ------------------- | -------------- | -------------- | -------------- | -------------- |
| Začetek: ni podatka |                |                |                |                |

| 7. marec 1965 | Združeno kraljestvo | 4:5 | Avstrija | Turku, Finska |

| Poročilo tekme      | Poročilo tekme | Poročilo tekme | Poročilo tekme | Poročilo tekme |
| ------------------- | -------------- | -------------- | -------------- | -------------- |
| Začetek: ni podatka |                |                |                |                |

| 7. marec 1965 | Švica | 1:3 | Poljska | Turku, Finska |

| Poročilo tekme      | Poročilo tekme | Poročilo tekme | Poročilo tekme | Poročilo tekme |
| ------------------- | -------------- | -------------- | -------------- | -------------- |
| Začetek: ni podatka |                |                |                |                |

| 7. marec 1965 | Jugoslavija | 0:3 | Madžarska | Rauma, Finska |

| Poročilo tekme      | Poročilo tekme | Poročilo tekme | Poročilo tekme | Poročilo tekme |
| ------------------- | -------------- | -------------- | -------------- | -------------- |
| Začetek: ni podatka |                |                |                |                |

| 8. marec 1965 | Avstrija | 1:2 | Zahodna Nemčija | Pori, Finska |

| Poročilo tekme      | Poročilo tekme | Poročilo tekme | Poročilo tekme | Poročilo tekme |
| ------------------- | -------------- | -------------- | -------------- | -------------- |
| Začetek: ni podatka |                |                |                |                |

| 9. marec 1965 | Švica | 3:3 | Jugoslavija | Pori, Finska |

| Poročilo tekme      | Poročilo tekme | Poročilo tekme | Poročilo tekme | Poročilo tekme |
| ------------------- | -------------- | -------------- | -------------- | -------------- |
| Začetek: ni podatka |                |                |                |                |

| 9. marec 1965 | Madžarska | 4:4 | Zahodna Nemčija | Pori, Finska |

| Poročilo tekme      | Poročilo tekme | Poročilo tekme | Poročilo tekme | Poročilo tekme |
| ------------------- | -------------- | -------------- | -------------- | -------------- |
| Začetek: ni podatka |                |                |                |                |

| 9. marec 1965 | Poljska | 11:2 | Združeno kraljestvo | Rauma, Finska |

| Poročilo tekme      | Poročilo tekme | Poročilo tekme | Poročilo tekme | Poročilo tekme |
| ------------------- | -------------- | -------------- | -------------- | -------------- |
| Začetek: ni podatka |                |                |                |                |

| 10. marec 1965 | Jugoslavija | 5:6 | Avstrija | Pori, Finska |

| Poročilo tekme      | Poročilo tekme | Poročilo tekme | Poročilo tekme | Poročilo tekme |
| ------------------- | -------------- | -------------- | -------------- | -------------- |
| Začetek: ni podatka |                |                |                |                |

| 11. marec 1965 | Avstrija | 3:5 | Madžarska | Pori, Finska |

| Poročilo tekme      | Poročilo tekme | Poročilo tekme | Poročilo tekme | Poročilo tekme |
| ------------------- | -------------- | -------------- | -------------- | -------------- |
| Začetek: ni podatka |                |                |                |                |

| 11. marec 1965 | Poljska | 3:3 | Zahodna Nemčija | Pori, Finska |

| Poročilo tekme      | Poročilo tekme | Poročilo tekme | Poročilo tekme | Poročilo tekme |
| ------------------- | -------------- | -------------- | -------------- | -------------- |
| Začetek: ni podatka |                |                |                |                |

| 11. marec 1965 | Švica | 7:4 | Združeno kraljestvo | Rauma, Finska |

| Poročilo tekme      | Poročilo tekme | Poročilo tekme | Poročilo tekme | Poročilo tekme |
| ------------------- | -------------- | -------------- | -------------- | -------------- |
| Začetek: ni podatka |                |                |                |                |

| 12. marec 1965 | Poljska | 4:1 | Jugoslavija | Pori, Finska |

| Poročilo tekme      | Poročilo tekme | Poročilo tekme | Poročilo tekme | Poročilo tekme |
| ------------------- | -------------- | -------------- | -------------- | -------------- |
| Začetek: ni podatka |                |                |                |                |

| 12. marec 1965 | Švica | 6:1 | Zahodna Nemčija | Pori, Finska |

| Poročilo tekme      | Poročilo tekme | Poročilo tekme | Poročilo tekme | Poročilo tekme |
| ------------------- | -------------- | -------------- | -------------- | -------------- |
| Začetek: ni podatka |                |                |                |                |

| 12. marec 1965 | Združeno kraljestvo | 5:1 | Madžarska | Rauma, Finska |

| Poročilo tekme      | Poročilo tekme | Poročilo tekme | Poročilo tekme | Poročilo tekme |
| ------------------- | -------------- | -------------- | -------------- | -------------- |
| Začetek: ni podatka |                |                |                |                |

#### Lestvica
OT-odigrane tekme, z-zmage, n-neodločeni izidi, P-porazi, DG-doseženo goli, PG-prejeti goli, GR-gol razlika, T-točke.
| #  | Reprezentanca       | OT   | Z    | N    | P    | DG   | PG   | GR   | T    |
| -- | ------------------- | ---- | ---- | ---- | ---- | ---- | ---- | ---- | ---- |
| 9  | Poljska             | 6    | 5    | 1    | 0    | 35   | 15   | +20  | 11   |
| 10 | Švica               | 6    | 4    | 1    | 1    | 27   | 15   | +13  | 9    |
| 11 | Zahodna Nemčija     | 6    | 3    | 2    | 1    | 30   | 20   | +10  | 8    |
| 12 | Madžarska           | 6    | 2    | 1    | 3    | 19   | 24   | -5   | 5    |
| 13 | Avstrija            | 6    | 2    | 0    | 4    | 21   | 28   | -7   | 4    |
| 14 | Združeno kraljestvo | 6    | 1    | 1    | 4    | 24   | 41   | -17  | 3    |
| 15 | Jugoslavija         | 6    | 0    | 2    | 4    | 16   | 29   | -13  | 2    |
| 16 | Romunija            | umik | umik | umik | umik | umik | umik | umik | umik |

- Poljska reprezentanca se je uvrstila v skupino A.
- Romunska reprezentanca je izpadla iz skupine B.

## Končni vrstni red
1. Sovjetska zveza
2. Češkoslovaška
3. Švedska
4. Kanada
5. Vzhodna Nemčija
6. ZDA
7. Finska
8. Norveška
9. Poljska
10. Švica
11. Zahodna Nemčija
12. Madžarska
13. Avstrija
14. Združeno kraljestvo
15. Jugoslavija
16. Romunija